# Xiaomi
Xiaomi Corporation (en chino, 小米; pinyin, 'Xiǎomǐ'/ ɕjǎu.mì/ Escucharⓘ) conocido comúnmente como Xiaomi y registrado como Xiaomi Inc., es una corporación multinacional y empresa tecnológica china con sede en Pekín dedicada a hacer tanto teléfonos como diversos artículos para el hogar y autos eléctricos. La compañía se ha abierto paso al mercado mundial inaugurando varias tiendas físicas en determinados países de Asia, Europa e Iberoamérica, además de su sitio web y distribuidores oficiales y extraoficiales. Desde el lanzamiento de su primer teléfono inteligente en agosto de 2011, Xiaomi ha ganado cuota de mercado en China y ha ampliado su línea de productos a otros dispositivos electrónicos. Actualmente tiene injerencia mundial en el mercado de tecnología celular.
En 2013, la empresa consiguió convertir al Xiaomi Mi 2S en el móvil más popular de China, por delante del Galaxy S4 de Samsung y del iPhone 5 de Apple, según los datos de la consultora especializada AnTuTu.

## Etimología
Xiaomi es la palabra china para "mijo". En el 2011, su CEO Lei Jun dijo que hay más significado que solamente "mijo y arroz". Él relacionó la parte "Xiao" con el concepto budista de "un solo grano de arroz de un budista es tan grande como una montaña", sugiriendo que Xiaomi pretende trabajar desde pequeñas cosas, en vez de empezar por buscar la perfección, mientras "mi" es un acrónimo para Mobile Internet (Internet Móvil en español). En 2012 Lei Jun dijo que el nombre es sobre revolución y ser capaz de llevar la innovación a una nueva era.

## Modelo de negocio
Lei Jun, CEO de Xiaomi, mencionó que la compañía establece el precio al teléfono casi a precio de costo de los materiales. Sin comprometer la calidad y el rendimiento de los componentes en comparación con otros teléfonos inteligentes premium. También se beneficia de la venta de dispositivos adicionales relacionados con el teléfono, además de productos domésticos inteligentes, aplicaciones, vídeos en línea y temas. Según Hugo Barra, de Xiaomi, en 2014, la empresa considera las ventas de hardware como un medio para entregar software y servicios a largo plazo, "Somos una empresa de Internet y software mucho más que una empresa de hardware". Sin embargo, los datos financieros disponibles en aquel momento indicaban que se trataba de una ilusión o de planes para un futuro lejano: el 94% de los ingresos de la empresa procedía de las ventas de teléfonos móviles, una proporción aún mayor que la de Apple.

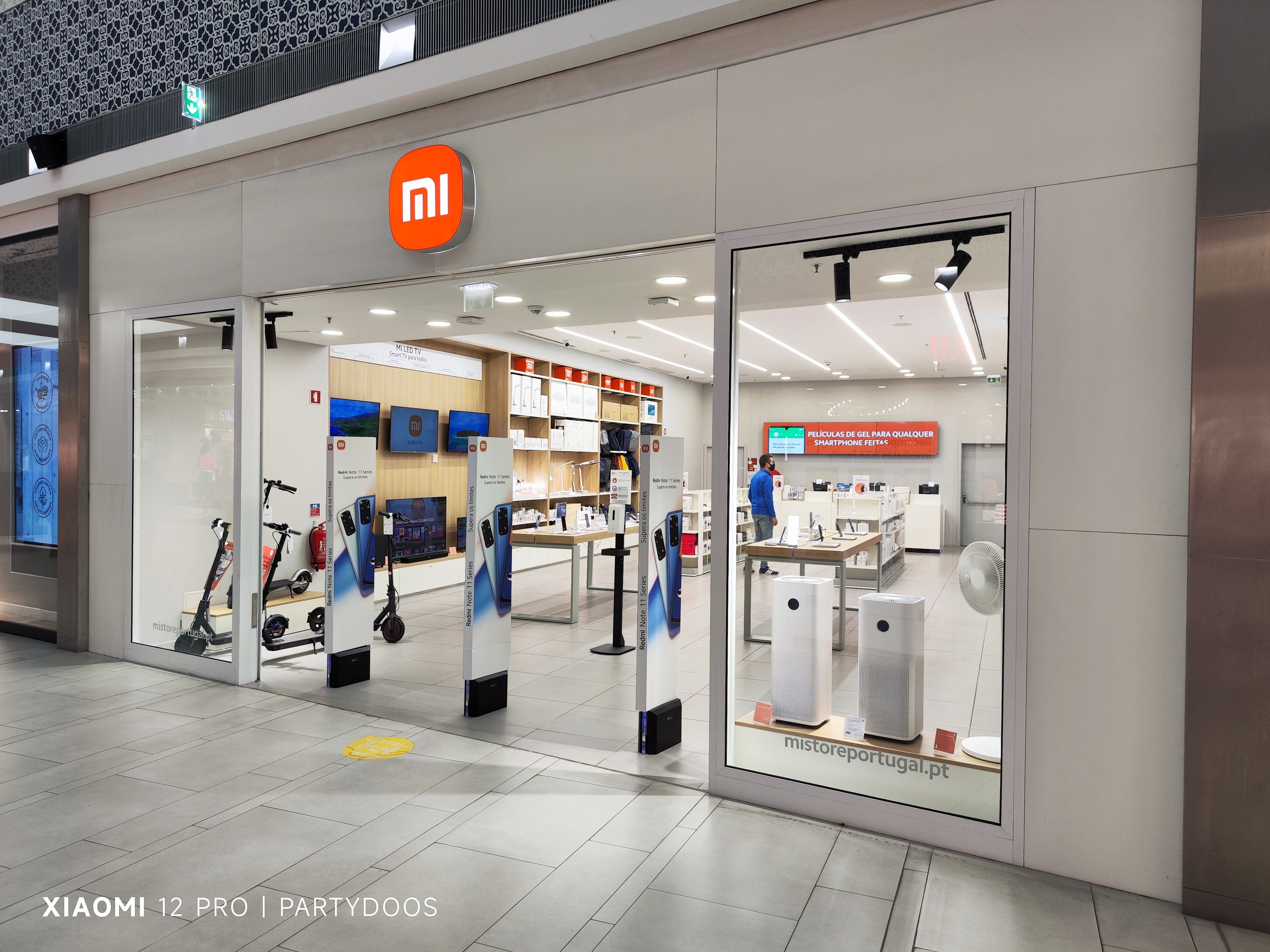
Tienda Xiaomi en Loulé, Portugal

Al principio, para reducir los gastos operativos, Xiaomi no poseía ninguna tienda física, vendiendo exclusivamente desde su tienda en línea. En los últimos años, han abierto 54 tiendas para combatir las estrategias de otros competidores de bajo costo en los mercados chinos. También eliminó la publicidad tradicional y confía en los servicios de redes sociales y recomendaciones de persona a persona para promocionar sus productos.
Al mantener un estricto control sobre su inventario, Xiaomi puede realizar pedidos de lotes más baratos según lo exija la demanda. La disponibilidad limitada para ventas flash aseguran que la oferta nunca supere la demanda y ayuda a promover sus productos. En cambio, los OEM tradicionales incurren en grandes costes iniciales de producción, que deben ser recuperados mediante los precios de ventas para poder enviar teléfonos, algunos de los cuales pueden no venderse a minoristas de todo el mundo.
Xiaomi dice que escuchan atentamente los comentarios de los clientes, permitiendo que prueben las funcionalidades futuras por ellos mismos y construyendo una extensa comunidad en línea. En la práctica, los gerentes de producto de Xiaomi pasan mucho tiempo navegando por los foros de usuarios de la compañía. Una vez que una sugerencia es recogida, se transfiere rápidamente a los ingenieros. Por lo tanto, las características pueden pasar de un mero concepto hasta concretarse en los productos en el plazo de una semana.
El 18 de septiembre de 2017, Xiaomi abrió dos primeras tiendas oficiales en España en dos centros comerciales de Madrid. Ese mismo día también comenzó a distribuir sus dispositivos en España, país donde el volumen de ventas de la marca suponía en Europa cerca del 63% y donde ocupó el quinto lugar de marcas más vendidas de teléfonos móviles.
En 2018 era la cuarta marca más vendida en Europa, al comenzarse a distribuir oficialmente en gran parte del territorio. En España consigue ser la más vendida, con una cuota del 27%, seguida de Huawei y Samsung, con un 21 y 20% respectivamente.
En 2021 fue una de las empresas que más innovaciones patentó según la Organización Mundial de la Propiedad Intelectual. En 2022, Lei Jun afirmó que intentarían competir en el mercado de gama alta contra Apple y esperan superarles en China en un periodo de tres años.En 2024, el Informe Anual del PCT de la OMPI clasificó a Xiaomi como el décimo cuarto lugar mundial en número de solicitudes de patentes realizadas en el marco del Sistema del PCT, con 1,603 solicitudes de patentes publicadas durante 2023.En 2025, la Reseña anual del Sistema de La Haya lo colocó en octavo lugar mundial en número de solicitudes de registro de dibujos y modelos industriales realizadas en el marco del Sistema de La Haya, con 230 solicitudes, mientras que el año anterior obtuvo la quinta posición.

## Productos
La línea de teléfonos inteligentes insignia de Xiaomi es la serie Xiaomi Mi, basada en el Xiaomi Mi 3. Fue lanzada inicialmente en China continental, seguida por Singapur y Malasia en marzo y mayo de 2014, respectivamente.
Los modelos comercializados por la empresa Xiaomi, son:
- Xiaomi Black Shark
- Xiaomi Black Shark 2
- Xiaomi Mi 1
- Xiaomi Mi 1S
- Xiaomi Mi 2
- Xiaomi Mi 2S
- Xiaomi Mi 2A
- Xiaomi Mi 3
- Xiaomi Mi 4
- Xiaomi Mi 4c
- Xiaomi Mi 4i
- Xiaomi Mi 4S
- Xiaomi Mi 5
- Xiaomi Mi 5s
- Xiaomi Mi 5s Plus
- Xiaomi Mi 5x
- Xiaomi MI 6[22]
- Xiaomi Mi 6x
- Xiaomi Mi 8[23] (2018)
- Xiaomi Mi 8 Lite
- Xiaomi Mi 9
- Xiaomi Mi 9 Pro
- Xiaomi Mi 9 SE
- Xiaomi Mi 9T
- Xiaomi Mi 9T Pro
- Xiaomi Mi 10 Lite
- Xiaomi Mi 10
- Xiaomi Mi 10 Pro
- Xiaomi Mi 11
- Xiaomi Mi 11 Lite
- Xiaomi Mi 11 Lite 5G
- Xiaomi Mi 11 Lite 5G NE
- Xiaomi Mi 11 Pro
- Xiaomi Mi 11 Ultra
- Xiaomi Mi 11T
- Xiaomi Mi 11T Pro
- Xiaomi 12
- Xiaomi 12 Lite
- Xiaomi 12 Pro
- Xiaomi 12T
- Xiaomi 12T Pro
- Xiaomi 12S
- Xiaomi 12S Pro
- Xiaomi 12S Ultra
- Xiaomi 12 Ultra
- Xiaomi 13
- Xiaomi 13 Lite
- Xiaomi 13 Pro
- Xiaomi 13 Ultra
- Xiaomi 13T
- Xiaomi 13T Pro
- Xiaomi 14
- Xiaomi 14 Pro
- Xiaomi 14 Ultra
- Xiaomi 14T
- Xiaomi 14T Pro
- Xiaomi 15
- Xiaomi 15 Pro
- Xiaomi 15 Ultra
- Xiaomi Mi Mix
- Xiaomi Mi Mix 2
- Xiaomi Mi Mix 3
- Xiaomi Mi Mix
- Xiaomi Mi Mix 2
- Xiaomi Mi Mix 2s
- Xiaomi Mi Mix 3
- Xiaomi Mi Mix Alpha
- Xiaomi Mi Note
- Xiaomi Mi Note 2
- Xiaomi Mi Note 3
- Xiaomi Mi Note 10 Lite
- Xiaomi Mi Note 10
- Xiaomi Mi Note 10 Pro
- Xiaomi Mi Play
- Xiaomi Mi A1
- Xiaomi MI A2
- Xiaomi Mi A2 lite
- Xiaomi Mi A3
- Xiaomi Redmi
- Redmi 1
- Redmi 1S
- Redmi 2
- Redmi 2A
- Redmi 3
- Redmi 3S
- Redmi 3X
- Redmi 3A
- Redmi 4
- Redmi 4A
- Redmi 4X
- Redmi 5
- Redmi 5A
- Redmi 5 Plus
- Redmi 6
- Redmi 6A
- Redmi 6 Pro
- Redmi 7A
- Redmi 7
- Redmi 8A
- Redmi 8
- Redmi 9
- Redmi 9A
- Redmi 9C
- Redmi 10C
- Redmi 10A
- Redmi 12C
- Redmi 13C
- Redmi Note
- Redmi Note 2
- Redmi Note 3
- Redmi Note 3 Pro
- Redmi Note 4
- Redmi Note 4 Pro (2017)
- Redmi Note 4X (2017)
- Redmi Note 5
- Redmi Note 5 Pro (2018)
- Redmi Note 5A
- Redmi Note 6 Pro (2018)
- Redmi Note 7 (2019)
- Redmi Note 7 Pro
- Redmi Note 8
- Redmi Note 8 pro
- Redmi Note 8T[24]
- Redmi Note 9
- Redmi Note 9S
- Redmi Note 9 Pro
- Redmi Note 9 Pro Max
- Xiaomi Redmi Note 9[25]
- Xiaomi Redmi Note 10[26]
- Redmi Note 10
- Redmi Note 10S
- Redmi Note 10 Pro
- Redmi 10 (2022)
- Redmi Note 11
- Redmi Note 11S
- Redmi Note 11 Pro
- Redmi Note 11 Pro Plus
- Redmi Note 12
- Redmi 12
- Redmi 12S
- Redmi Note 12 Pro
- Redmi Note 12 Pro Plus
- Redmi Note 13
- Redmi Note 13 Pro
- Redmi Note 13 Pro Plus
- Redmi A1
- Redmi A1 Lite
- Redmi A2
- Redmi A2 Lite
- Redmi Y1 (noviembre, 2017)
- Redmi Y1 Lite (noviembre, de 2017)
- Redmi S2
- POCO F1
- POCO F2
- POCO F3[22]
- POCO F4
- POCO F5
- POCO F5 Pro
- POCO F6
- POCO F6 Pro
- POCO F7 Pro
- POCO M2
- POCO M2 Pro
- POCO M3
- POCO M3 Pro
- POCO M4
- POCO M4 Pro
- POCO M5
- POCO M5 Pro
- POCO M6
- POCO M6 Pro
- POCO X3

### Tabletas
El Xiaomi Mi Pad fue la primera tableta fabricada por Xiaomi, lanzada en 2014.
Tabletas de la serie Xiaomi
- Xiaomi Mi Pad
- Xiaomi Mi Pad 2
- Xiaomi Mi Pad 3
- Xiaomi Mi Pad 4
- Xiaomi Mi Pad 4 Plus
- Xiaomi Pad 5
- Xiaomi Pad 5 Pro
- Xiaomi Pad 5 Pro 5G
- Xiaomi Pad 5 Pro 12.4
- Xiaomi Pad 6
- Xiaomi Pad 6 Pro
- Xiaomi Pad 6 Max
- Xiaomi Pad 6S Pro
- Xiaomi Pad 7
- Xiaomi Pad 7 Pro
- Xiaomi Pad 7 Ultra
- Xiaomi Pad 7S Pro
Tabletas de la serie REDMI
- Redmi Pad
- Redmi Pad SE
- Redmi Pad Pro
- Redmi Pad Pro 5G
- Redmi Pad SE 8.7
- Redmi Pad SE 4G (8.7)
- REDMI Pad 2
- REDMI Pad 2 4G
- REDMI K Pad
Tabletas de la serie POCO
- POCO Pad
- POCO Pad 5G

### Ordenadores
El Mi Notebook Air de Xiaomi fue el primer ordenador portátil de la marca. Presentado el 27 de julio de 2016,
- Xiaomi Mi Notebook Air
- Xiaomi Mi Notebook Pro
- Xiaomi Book Pro 14 2022
- Xiaomi Book Pro 16 2022
- Xiaomi Book S 12.4
- Xiaomi Notebook Pro 120G (Exclusivo de India)
- Xiaomi Book Air 13.3
- Xiaomi Book 14 (Exclusivo de Rusia)

### TV
Televisores con funciones Televisión inteligente y accesorios para TV. También posee Televisión inteligente que está basada en Mi TV Box S y Xiaomi Mi TV Stick, aunque interna en el televisor.

### Vehículos eléctricos

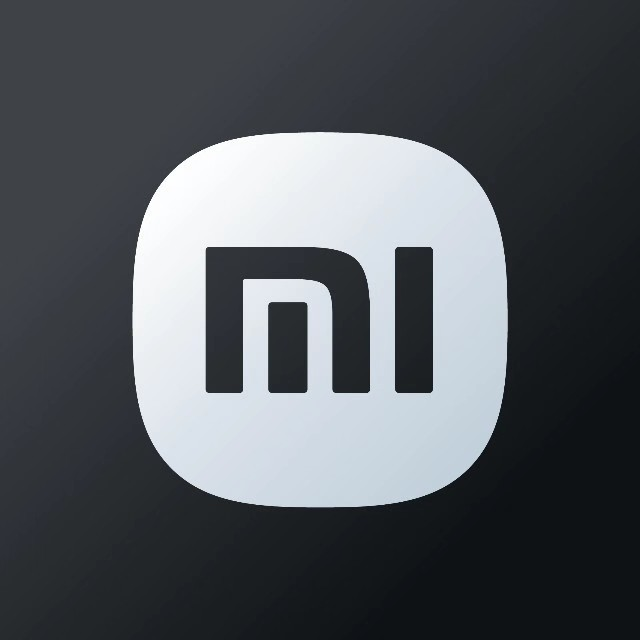
Logo alternativo, usado en vehículos Xiaomi.

El 30 de marzo de 2021 Xiaomi anunció que realizaría una inversión de 10.000 millones de dólares para competir contra Tesla en el sector automovilístico eléctrico. Para esto, formó una alianza con el fabricante Great Wall. 
Como resultado, se ha puesto en marcha en 2021 Xiaomi Automobile Co., Ltd, Xiaomi Auto o Xiaomi EV (en chino simplificado, 小米汽车; pinyin, Xiǎomǐ qìchē) , fundada por Lei Jun y que tiene su sede en Beijing. 

#### Historia
El 30 de marzo de 2021, Lei Jun, CEO de Xiaomi, anunció que el Grupo Xiaomi crearía una filial de su propiedad dedicada al negocio de los vehículos eléctricos inteligentes (VE). La inversión inicial para esta empresa se fijó en 10.000 millones de yuanes chinos, con una inversión total prevista de 10.000 millones de dólares estadounidenses en los próximos 10 años. Lei Jun, CEO del grupo, también sería el CEO del negocio de vehículos eléctricos inteligentes.  El 1 de septiembre de 2021, Xiaomi Automobile Co., Ltd. se estableció oficialmente.
El 27 de noviembre de 2021, el Gobierno Municipal de Pekín y Xiaomi firmaron oficialmente un acuerdo de cooperación, anunciando formalmente el establecimiento de Xiaomi Automobile en la Zona de Desarrollo Económico y Tecnológico de Pekín. Xiaomi Automobile planea construir una fábrica de vehículos en dos fases con una capacidad de producción anual acumulada de 300.000 vehículos. Las capacidades de producción de la primera y la segunda fase son de 150.000 vehículos cada una. Está previsto que el primer coche salga de la línea de producción de la Zona de Desarrollo Económico y Tecnológico de Pekín en 2024, lo que marcará el inicio de la producción en serie.
En marzo de 2022, Xiaomi Group publicó su informe anual de resultados correspondiente a 2021. El informe reveló que el negocio de vehículos eléctricos inteligentes de Xiaomi había progresado más allá de las expectativas desde que anunció el plan de fabricación de automóviles en marzo de 2021. En diciembre de 2023, el equipo de investigación y desarrollo de su negocio de automoción había crecido hasta superar las 1.000 personas, y se prevé que la producción en masa formal comience en la primera mitad de 2024.
El 28 de diciembre de 2023, Xiaomi presentó su primer coche eléctrico, el SU7. El SU7 se presentó formalmente el 28 de marzo de 2024 en Pekín, y Xiaomi comenzó a aceptar pedidos del coche ese mismo día. The SU7 was formally launched on 28 de marzo de 2024 in Beijing, with Xiaomi starting to take orders for the car on that day.
En julio de 2024, Xiaomi Auto obtuvo la calificación de fabricante de automóviles independiente por parte del gobierno chino tras haber utilizado previamente las credenciales de BAIC Motor.

#### Productos

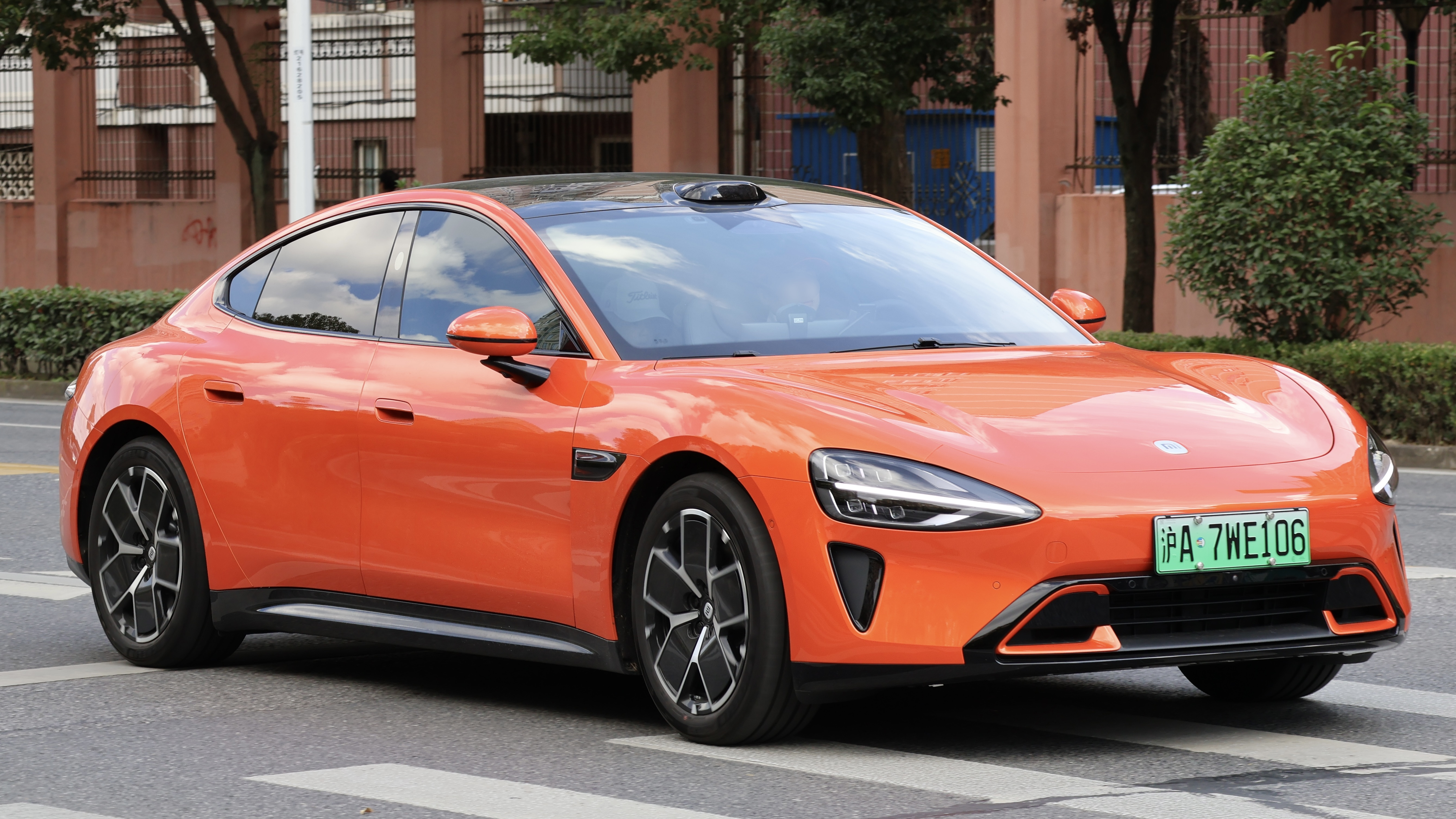
Xiaomi SU7

- Xiaomi SU7 (2024–presente), sedan tamaño completo, BEV
- Xiaomi YU7 (por venir), SUV

### Patinetes
Patinetes eléctricos→ En conjunción con su filial Mijia, Xiaomi fabrica un scooter eléctrico llamado Xiaomi Mijia M365 con una autonomía de 30 kilómetros y una velocidad de 25 kilómetros por hora. Se ha convertido en el.estsndar de los patinetes eléctricos.
Xiaomi (Mi Electric Scooter Pro). El Xiaomi Mi Electric Scooter Pro, a la venta en China, dispone de 45 kilómetros de autonomía y una velocidad de 25 kilómetros por hora. 

### Otros
Aunque las ventas de Xiaomi se centran principalmente en teléfonos móviles, también venden otros dispositivos. Dispositivos comercializados en orden cronológico:
- Xiaomi Mi Band. Popular modelo de pulsera de actividad lanzada en 2015. En junio de ese año la empresa aseguró haber llegado a la cifra de 6 millones de ventas. En noviembre de 2015 Xiaomi anuncia la Mi Band 1s. En junio de 2016 lanzan el tercer modelo, la Xiaomi Mi Band 2, con una pantalla OLED como principal novedad.[37] La cuarta versión de Mi Band, denominada 4, salió a la venta en 2019.

- Xiaomi Mi Power Bank → Un cargador de batería con una batería externa incorporada. El cargador está construido por una carcasa de aluminio, e incluye una batería nominal de 10400 mAh. Mediante el uso de un cable USB, puede ser utilizado para cargar cualquier dispositivo compatible con carga USB de carga. A día de hoy existen varios modelos más: un banco de energía ultradelgado de 5000, un modelo de 10000 mAh que es una revisión de la Mi Power Bank y una última batería de mayor tamaño que alcanza los 16000 mAh y cuenta con dos puertos de carga USB. En 2018 también ofrecen baterías de 2000 mAh con el Xiaomi Mi Power Bank 2.

- MiWiFi → Desde 2014 Xiaomi comercializa diferentes modelos de routers denominados MiWiFi.

- Xiaomi Redmi AirDots y Xiaomi Piston e Hybrid → Auriculares in-ear, comercializados en dos gamas.

- Xiaomi Roborock y Xiaomi Mi Robot Vacuum → robot aspirador, con mapeo del lugar a limpiar.

- MIUI → Los teléfonos móviles y tabletas Xiaomi, poseen el sistema operativo MIUI, basado en Android y desarrollado por la misma empresa. El software de teléfono inteligente se basa en MIUI, un firmware Android de código cerrado fundamentado en el sistema operativo Android.
- Drones → Xiaomi fabrica aviones no tripulados o drones, en concreto en 2018 posee el Xiaomi Mi Drone, un cuadricóptero radio control con una cámara 4K.
- Textiles → Xiaomi fabrica toallas, zapatillas inteligentes, camisetas y mochilas dentro de su gama de productos textiles.[38]
- Ukelele → Xiaomi ha conseguido financiación gracias a una campaña similar a las que se dan en Kickstarter o Indiegogo, habiendo alcanzado casi el 400% del presupuesto inicial proyectado. Este Ukelele Xiaomi Populele permite conectarlo a un móvil con una aplicación dedicada. Esta aplicación está orientada al aprendizaje de ese instrumento.

## Controversias

### Violación de la GPL
Xiaomi fue cubierta desfavorablemente por su incumplimiento de los términos de la GNU General Public License. El núcleo de GNU/Linux del proyecto Android está licenciado bajo los términos Copyleft de la GPL, que requiere que Xiaomi distribuya el código fuente completo del núcleo de Android y de los árboles de dispositivos para cada dispositivo Android que distribuya. Al negarse a hacerlo, o al retrasar irrazonablemente estas liberaciones, Xiaomi está operando en violación de la ley de propiedad intelectual en China, como un estado de la Organización Mundial de la Propiedad Intelectual. Un prominente desarrollador de Android criticó públicamente el comportamiento de Xiaomi después de repetidas demoras en la liberación del código fuente del núcleo. En 2013 Xiaomi dijo que liberaría el código del núcleo. El código fuente del núcleo está disponible en el sitio web de GitHub.

### Comparaciones con Apple Inc.
Xiaomi ha sido comparada con la corporación estadounidense Apple Inc., ya que los revisores encontraron que algunos de los teléfonos y tabletas de Xiaomi son similares en apariencia a los de Apple. Además, la estrategia de marketing de Xiaomi es a veces descrita como montada en la espalda del "culto a Apple". Se ha informado que, después de leer un libro sobre Steve Jobs en la universidad, el presidente y director general de Xiaomi, Lei Jun, cultivó cuidadosamente una imagen de Steve Jobs, incluyendo jeans, camisas oscuras, y el estilo de anuncio de Jobs en los anteriores anuncios de productos de Xiaomi. Por todo lo anterior, fue catalogado como un "falso Jobs".
En 2012, se dijo que la compañía estaba falsificando la filosofía y la mentalidad de Apple. En 2013, los críticos debatieron cuántos de los productos de Xiaomi eran innovadores, y cuánto de su innovación eran solo buenas relaciones públicas. Otros señalan que aunque hay similitudes con Apple, la capacidad de personalizar el software basado en las preferencias del usuario mediante el uso del sistema operativo Android de Google distingue a Xiaomi. Actualmente en el año 2021 se compara a Xiaomi con Apple de una manera distinta, puesto que los usuarios de tecnología afirman que los dispositivos de Xiaomi ofrecen características similares (al menos en los apartados de celulares) a un precio mucho menor que los de su competencia, llegando a ser incluso costar 3 veces menos los celulares de Xiaomi de casi cualquier compañía.

### La administración estatal de la radio, el cine y la televisión
En noviembre de 2012, el descodificador inteligente de Xiaomi dejó de funcionar una semana después de su lanzamiento debido a que la empresa se había topado con la Administración Estatal de Radio, Cine y Televisión de China. Las cuestiones reglamentarias se superaron en enero de 2013.

### Hugo Barra
En agosto de 2013, la empresa anunció que contrataba a Hugo Barra de Google, donde ocupaba el cargo de vicepresidente de gestión de productos para la plataforma Android. Barra se ha negado a comentar sobre el momento en el que se establecieron las relaciones con Google, y ha declarado que había estado en conversaciones con Xiaomi durante más de un año antes de anunciar el traslado. Fue contratado como vicepresidente de Xiaomi para expandir la compañía fuera de la China continental, convirtiendo a Xiaomi en la primera empresa que vendió teléfonos inteligentes para atraer a un miembro del equipo de Android de Google. El objetivo de Barra era ayudar a Xiaomi a crecer internacionalmente. Barra dejó su puesto en enero de 2017 para unirse a Facebook como vicepresidente de realidad virtual.

### Preocupación por la privacidad y presunto robo de datos
En octubre de 2014, Xiaomi anunció que estaban instalando servidores fuera de China para usuarios internacionales, citando la mejora de los servicios y el cumplimiento de las regulaciones en varias naciones. Alrededor del mismo tiempo, la Fuerza Aérea India emitió una advertencia contra los teléfonos de Xiaomi, declarando que eran una amenaza nacional ya que enviaban datos de los usuarios a una agencia del gobierno chino.
El 30 de abril de 2020, la revista Forbes informó de que Xiaomi realiza un seguimiento exhaustivo del uso de sus navegadores, incluida la actividad de los navegadores privados, los metadatos de los teléfonos y la navegación de los dispositivos, y de manera más alarmante, sin cifrado seguro ni anonimato, de manera más invasiva y en mayor medida que los navegadores corrientes.[cita requerida] Xiaomi refutó estas afirmaciones, al tiempo que afirmó que sí recopilaba extensamente datos de navegación, y afirmó que los datos no estaban vinculados a ninguna persona y que los consumidores habían consentido que se les siguiera la pista. Posteriormente, Xiaomi publicó una respuesta en la que afirmaba que la recopilación de datos estadísticos de uso agregados se utiliza para el análisis interno, y no vincularía ninguna información de identificación personal a ninguno de estos datos.

### Prohibición temporal y críticas en la India
El 9 de diciembre de 2014, el Tribunal Superior de Delhi concedió un mandamiento judicial ex parte que prohibía la importación y venta de productos de Xiaomi en la India. Este mandamiento judicial se emitió en respuesta a una demanda presentada por Ericsson en relación con la infracción de su patente autorizada en virtud de la Ley de Licencias Justas, Razonables y No Discriminatorias (FRAND). Este mandamiento judicial emitido por el Tribunal Superior era aplicable hasta el 5 de febrero de 2015, fecha en la que estaba previsto que el Tribunal Superior convocara a ambas partes a una audiencia formal del caso. El 16 de diciembre, el Tribunal Superior de Delhi concedió permiso a Xiaomi para vender sus dispositivos que funcionan con un procesador basado en Qualcomm hasta el 8 de enero de 2015. Después de esto, Xiaomi realizó varias ventas en Flipkart, incluso el 30 de diciembre de 2014. Con esta venta, la empresa recibió cobertura de prensa cuando su teléfono insignia Xiaomi Redmi Note 4G se vendió en 6 segundos. El juez prorrogó la orden provisional del tribunal de la división que permitía a Xiaomi continuar con la venta de los teléfonos basados en el chipset de Qualcomm hasta marzo de 2018.
El 27 de junio de 2020, CAIT - La Confederación de Comerciantes de Toda la India criticó al vicepresidente Global de Xiaomi y director general de la India, Manu Kumar Jain, por no respetar los sentimientos de los ciudadanos de la India después de que él calificara la campaña "Boicot a los productos chinos" como el resultado de una mentalidad mafiosa.

### Sanciones de EE. UU. por sus vínculos con el Ejército Popular de Liberación
En enero de 2021, el gobierno de EE. UU. calificó a Xiaomi como una empresa "de propiedad o controlada" por el Ejército Popular de Liberación y, por tanto, prohibió a cualquier empresa o individuo estadounidense invertir en ella. Sin embargo, la prohibición de inversión fue bloqueada por una sentencia de un tribunal de EE. UU. después de que Xiaomi presentara una demanda en el Tribunal de Distrito de EE. UU. para el Distrito de Columbia, expresando el tribunal su escepticismo respecto a las preocupaciones de seguridad nacional del gobierno. Xiaomi negó las acusaciones de vínculos militares y afirmó que sus productos y servicios eran de uso civil y comercial. En mayo de 2021, Xiaomi llegó a un acuerdo con el Departamento de Defensa para eliminar la designación de la empresa como vinculada a los militares.

### Censura
En septiembre de 2021, en medio de una disputa política entre China y Lituania, el Ministerio de Defensa Nacional lituano instó a la población a deshacerse de los teléfonos móviles de fabricación china y a evitar la compra de otros nuevos, después de que el Centro Nacional de Ciberseguridad de Lituania afirmara que los dispositivos de Xiaomi tienen capacidades de censura incorporadas que pueden activarse de forma remota.
Xiaomi negó las acusaciones, afirmando que "no censura las comunicaciones hacia o desde sus usuarios", y que contratarían a un tercero para evaluar las acusaciones. También afirmaron que, en lo que respecta a la privacidad de los datos, cumplía con dos marcos para seguir el Reglamento General de Protección de Datos (RGPD) de Europa, a saber, sus normas de gestión de la seguridad de la información ISO/IEC 27001 y el sistema de gestión de la información de la privacidad ISO/IEC 27701.